# Tu Tra
Tu Tra là một xã thuộc huyện Đơn Dương, tỉnh Lâm Đồng, Việt Nam.
Xã Tu Tra có diện tích 73,77 km², dân số năm 2022 là 16.124 người, mật độ dân số đạt 218 người/km².